# David Barlow
Pour les articles homonymes, voir Barlow.
David Barlow, né le 22 octobre 1983 à Bunbury, en Australie, est un joueur australien de basket-ball, évoluant au poste d'ailier fort.